# شهاوية برهامية
الطريقة البرهامية الدسوقية الشهاوية، هي طريقة صوفية سُنيّة، متفرعة من الطريقة الدسوقية المنسوبة لمؤسسها سيدي إبراهيم الدسوقي، وشيخ الطريقة الحالي هو «سيدنا الشيخ عبدالمجيد عبدالحميدالشهاوي »والكائن مقرها بقرية نمرة البصل مركز المحلة الكبرى محافظة الغربية .